# 루만 16
좌표:  10h 49m 18.723s, −53° 19′ 09.86″
루만 16(Luhman 16, WISE 1049−5319, WISE J104915.57−531906.1)은 지구에서 약 6.5 광년 떨어진 갈색왜성 쌍성이다. 지구에서 3번째로 가까운 별이다.

## 같이 보기
- 서브스텔라